# Histoire de la Nouvelle-Galles du Sud
Cet article décrit l'histoire de l'État australien de Nouvelle-Galles du Sud. Les premiers habitants du pays étaient les Aborigènes de la Nouvelle-Galles du Sud, depuis environ 40 000 ans. Le premier Européen à apercevoir le pays fut le navigateur anglais James Cook, en 1770. Le First Fleet des colons britanniques est arrivé à Sydney en 1788. En 1901, la colonie devenu un État de la fédération australienne.

## Peuplement des Aborigènes

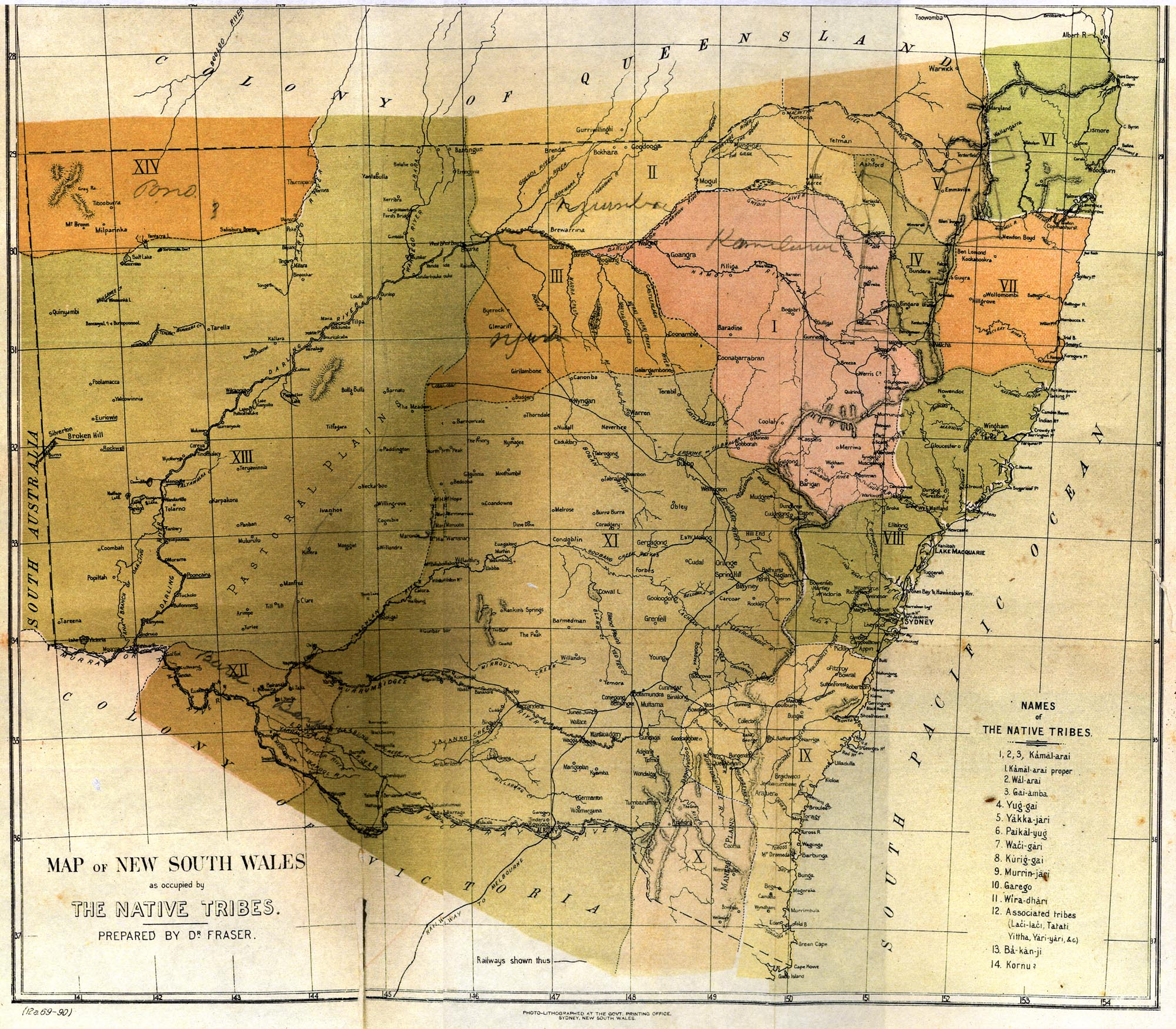
Les tribus aborigènes de Nouvelle-Galles du Sud, d'après une carte de 1892

Les Aborigènes d'Australie ne connaissant pas l'écriture, donc toute la période où ils étaient les seuls habitants du continent australien étant classée dans la Préhistoire du continent.
La première présence humaine sur le continent australienne remonte de 40 000 à 60 000 ans -suivant les différents chercheurs- avant notre ère. À cette époque, huit détroits séparaient Java et l'Australie. Les premières personnes durent donc arriver en bateau au nord de l'Australie, découvrant un horizon inconnu. Les colons se sont ensuite déplacés progressivement vers le sud et, par la suite, sont arrivés en Nouvelle-Galles du Sud. Il y a environ 13 000 ans, à la fin de la période glaciaire, la Nouvelle-Guinée et la Tasmanie se sont séparées du reste du continent et les Aborigènes d'Australie ont commencé une longue période d'isolement coupée de toute influence extérieure. 
L'homme de Mungo est un ancien habitant de la Nouvelle-Galles du Sud qui aurait vécu, il y a environ 40 000 ans au Pléistocène et a été découvert au bord du lac Mungo, à 3000 kilomètres de la côte du nord de l'Australie. Il avait été enterré avec un cérémonial. On a trouvé près de lui des outils en pierre, des os de wombats d'espèces disparues et de kangourous géants. Ces restes sont les plus anciens restes humains trouvés en Australie mais leur âge est encore sujet à polémique. De récentes études de l'ADN mitochondrial mettraient en doute l'origine unique du genre humain, ce qui prête aussi à controverse.
Les populations aborigènes avaient une mythologie commune appelée le temps du rêve (Tjukurpa en langue anangu) ou le rêve. Le « temps du rêve » explique les origines du monde, de l’Australie et de ses habitants. L'art indigène australien est l'une des traditions les plus anciennes du monde. Des exemples d'art rupestre peuvent être trouvés dans les parcs publics même dans les villes principales comme au Parc national Ku-ring-gai Chase à Sydney.
En 1770, l'explorateur anglais lieutenant James Cook a noté ses impressions sur les Aborigènes de Nouvelle-Hollande (Nouvelle-Galles du Sud) dans son journal: « en réalité ils sont bien plus heureux que nous les Européens… Ils vivent dans la tranquillité qui n'est pas troublée par l'inégalité de la condition. La terre et la mer leur fournissent toutes les choses nécessaires pour vivre… Ils vivent dans un climat agréable et ont un air très sain… ils n'ont aucune abondance ».

## Fondation et Croissance de la colonie britannique

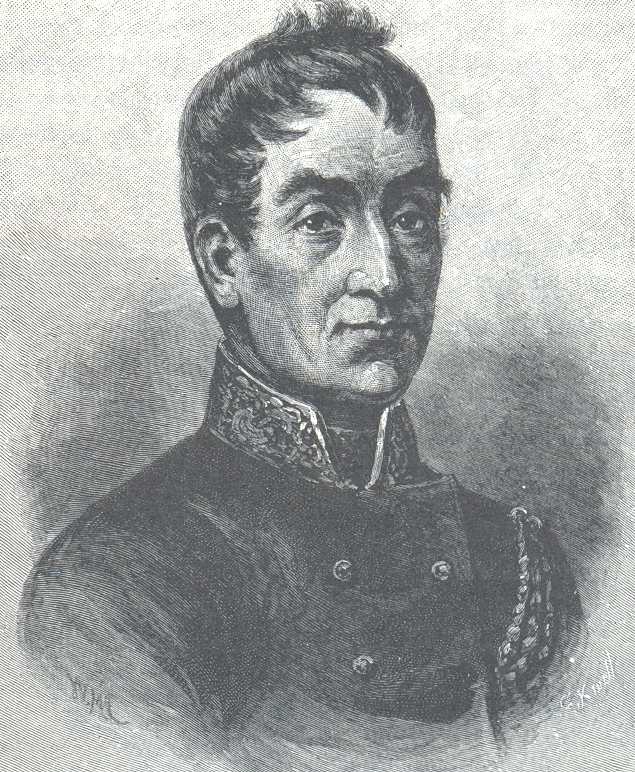
Le 5e gouverneur d'Australie Lachlan Macquarie.

En 1770, le lieutenant (plus tard capitaine), James Cook fut le premier Européen à naviguer le long de la côte orientale de l'Australie. Le 22 août, à Possession Island, une île dans le détroit de Torrès, Cook écrivit dans son journal : "Je viens de hisser une fois de plus les couleurs anglaises et au nom de Sa Majesté George III, j'ai pris possession de l'ensemble de la côte orientale depuis la latitude au nord du 38e parallèle et ai donné à cet endroit le nom de Nouvelle-Galles du Sud". On ne sait pas si Nouvelle-Galles du Sud se réfère à la Galles du Sud, ou s'il s'agit d'une nouvelle Galles dans l'hémisphère sud. La proclamation de Cook faisait de la plus grande partie de l'Est de l'Australie un nouveau territoire britannique, à l'exception de la Tasmanie (qui avait été découverte auparavant par Abel Tasman), des régions du sud du Victoria situées au-dessous du 38e parallèle (régions inconnues à l'époque de Cook) et du tiers occidental du continent qui était encore considéré comme colonie  néerlandaise, la Nouvelle-Hollande. Pour Cook, la Nouvelle-Galles du Sud allait du sud du 38e parallèle (un peu au sud de Melbourne) à la péninsule du cap York au nord, sans limite bien définie à l'ouest. 

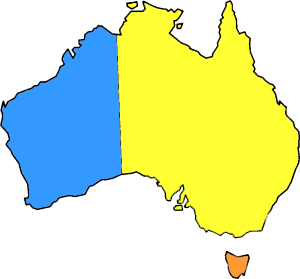
La nouvelle-Galles du Sud (en jaune) entre 1825 et 1836

Cette revendication n'eut pas de conséquence jusqu'en janvier 1788, lorsque Arthur Phillip arriva avec la First Fleet pour s'installer avec les premiers condamnés à l'emplacement de ce qui est maintenant Sydney. Phillip, comme gouverneur de la Nouvelle-Galles du Sud, exerçait son autorité sur l'ensemble de l'Australie située à l'est du 135e méridien entre les latitudes 10° 37' S et 43° 39' S, ce qui comprenait la plupart de la Nouvelle-Zélande (sauf la partie sud de Île du Sud). Pendant 40 ans, l'histoire de la Nouvelle-Galles du Sud se confondit avec l'histoire de l'Australie et ce n'est qu'en 1803 que certains points de peuplement ont été installés à l'extérieur des limites de la Nouvelle-Galles du Sud mais ceux-ci, comme Hobart et Launceston en Tasmanie, ont été  d'abord des dépendances de la Nouvelle-Galles du Sud. Ce n'est qu'en 1825 que la Tasmanie est devenue une colonie autonome. C'est aussi cette année-là, le 16 juillet, que la frontière de la Nouvelle-Galles du Sud a été déplacée plus à l'ouest, sur le 129e méridien pour englober le très court point de peuplement de l'île Melville. En 1829 cette frontière est devenue la frontière avec l'Australie-Occidentale, qui était aussi une colonie britannique.
Les autochtones australiens avaient vécu dans ce qui est maintenant la Nouvelle-Galles du Sud, pendant au moins 50 000 ans, de la chasse, la cueillette et la pêche. L'arrivée de colons européens va avoir un effet immédiat et dévastateur sur eux. Ils n'avaient aucune résistance naturelle aux maladies européennes et la propagation d'épidémies de rougeole et de variole se propageant très loin au-delà des points de peuplement, va réduire radicalement leur population et perturber gravement la société autochtone. Bien qu'il y ait une certaine résistance à l'occupation européenne, en général, les populations autochtones ont été expulsées de leurs terres sans difficulté. La dépossession, la maladie, la violence et l'alcool ont réduit leur civilisation à l'état de vestige dans la plupart des domaines en moins d'une génération. 
La Nouvelle-Galles du Sud a lutté à ses débuts pour l'autosuffisance économique, car l'approvisionnement de la Grande-Bretagne était insuffisant. L'industrie de la chasse à la baleine a fourni quelques recettes au début mais c'est le développement de l'industrie de la laine par John Macarthur et d'autres colons entreprenants qui a permis de créer la première grande industrie d'exportation de la colonie. Pendant la première moitié du XIXe siècle, la Nouvelle-Galles du Sud a vécu essentiellement de l'élevage du  mouton, aidé par le port de Sydney et quelques petites villes telles que Newcastle (fondée en 1797) et Bathurst (en 1815). En 1821, il y avait seulement 36 000 Européens dans le pays. Bien que le nombre de colons libres ait commencé à augmenter rapidement après la fin des guerres napoléoniennes en 1815, les condamnés représentaient encore 40 % de la population en 1820 et ce n'est qu'en 1820 que les colons libres ont pu commencer à occuper la plupart du milieu rural de l'actuelle Nouvelle-Galles du Sud, permettant la production de laine fine à l'exportation vers les usines de tricotage industriel en Grande-Bretagne. La période de 1820 à 1850 est considérée comme l'âge d'or des squatters.
Constitutionnellement, la Nouvelle-Galles du Sud a été fondée comme une autocratie dirigée par un gouverneur qui, presque toujours, exerça son pouvoir en appliquant les lois britanniques. En pratique, les premiers gouverneurs agissaient avec le consentement de conseils d'officiers, de fonctionnaires et des principaux colons. Les militaires renversèrent le gouverneur William Bligh en 1808, mais cela aboutit à la nomination de Lachlan Macquarie, un gouverneur qui a rétabli l'autorité du pouvoir civil. En 1825, fut créé le Conseil législatif de Nouvelle-Galles du Sud, le plus ancien organe législatif de l'Australie chargé de conseiller le gouverneur. La même année, les procès par jury populaire furent institués mettant fin au pouvoir judiciaire de l'armée. En 1842, le Conseil fut en partie élu, par suite de l'agitation de démocrates comme William Wentworth. Cette évolution a été rendue possible par la suppression de l'envoi de condamnés en Nouvelle-Galles du Sud en 1840, date à laquelle 150 000 condamnés avaient été envoyés en Australie. Après 1840 les colons se considérèrent comme un peuple libre et exigèrent d'avoir les mêmes droits qu'ils auraient eu en Grande-Bretagne. 
Un âge d'or d'un genre nouveau commença en 1851 avec la découverte d'or près de Bathurst. Cette année-là, la Nouvelle-Galles du Sud avait environ 200 000 habitants, un tiers d'entre eux résidant à une journée ou moins de trajet de Sydney, le reste éparpillé le long de la côte et à travers les districts pastoraux, depuis le district de Port Phillip dans le sud jusqu'à celui de la baie de Moreton dans le nord. En 1836, une nouvelle colonie, l'Australie-Méridionale fut créée et son territoire séparé de la Nouvelle-Galles du Sud. Les ruées vers l'or des années 1850 provoquèrent une énorme afflux de colons, dont la majorité se rendit aux plus riches gisements d'or à Bendigo et Ballarat, dans le district de Port Phillip, qui en 1851 fut séparé de la Nouvelle-Galles du Sud pour devenir la colonie du Victoria. Le Victoria eut bientôt plus de population que la Nouvelle-Galles du Sud, et sa nouvelle capitale, Melbourne, dépassa Sydney. Mais les champs aurifères de la Nouvelle-Galles du Sud attirèrent également des prospecteurs et, en 1857, la colonie avait plus de 300 000 habitants. En 1858, une nouvelle ruée vers l'or commença dans le nord du pays, ce qui conduisit en 1859 à la séparation du Queensland qui devint une nouvelle colonie. La Nouvelle-Galles du Sud eut ainsi ses frontières actuelles, bien que ce qui est maintenant le Territoire du Nord ait fait partie de la colonie jusqu'en 1863, pour être confié à l'Australie-Méridionale. 
La séparation et la croissance rapide du Victoria et du Queensland marque le véritable début de la Nouvelle-Galles du Sud comme entité politique et économique se distinguant des autres colonies australiennes. La rivalité entre la Nouvelle-Galles du Sud et le Victoria a été intense tout au long de la deuxième moitié du XIXe siècle et les deux colonies se développèrent dans des directions radicalement différentes. Une fois que l'or facile eut disparu aux environs de 1860, le Victoria absorba sa main-d’œuvre excédentaire dans le domaine industriel, protégé par de hauts murs tarifaires. Le Victoria devint en Australie le bastion du protectionnisme avec l'extérieur, du libéralisme interne et du réformisme. La Nouvelle-Galles du Sud, qui avait été moins radicalement touchée démographiquement par les ruées vers l'or, resta plus conservatrice, toujours dominée politiquement par la classe des squatters et leurs alliés de la communauté des affaires de Sydney. La Nouvelle-Galles du Sud, colonie vivant du commerce et de l'exportation, resta attachée au libre-échange.

## Autonomie

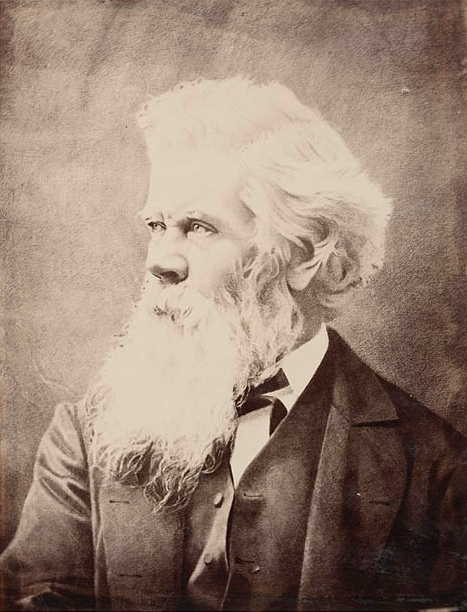
Sir Henry Parkes

La fin de l'envoi de bagnards et la croissance rapide de la population à la suite de la ruée vers l'or a entraîné une demande populaire pour l'application "des institutions britanniques" en Nouvelle-Galles du Sud, ce qui signifiait un parlement élu et un gouvernement responsable. En 1851, le pourcentage de parlementaires élus au Conseil législatif fut augmenté, mais cela ne satisfit pas les colons, dont beaucoup (comme le jeune Henry Parkes) avaient été chartistes en Grande-Bretagne dans les années 1840. Les gouverneurs successifs ont mis en garde le ministère des Colonies britannique des dangers d'un choix républicain si les exigences de la formation d'un gouvernement autonome n'étaient pas satisfaites. Ce fut cependant une longue bataille entre les conservateurs, alors dirigés par Wentworth, et les démocrates pour savoir quel type de constitution la Nouvelle-Galles du Sud devait avoir. La question clé en était le contrôle de la propriété des terres agricoles, avec les démocrates voulant expulser les squatters qui s'étaient emparés de très vastes territoires sans autorisation légale et éclater leurs biens en plusieurs exploitations pour de nouveaux colons. Wentworth voulait une chambre haute héréditaire contrôlée par les squatters pour empêcher une telle possibilité. Les radicaux, dirigés par des politiciens montants comme Parkes et des journalistes comme Daniel Deniehy, se moquèrent des propositions d'une "aristocratie bunyip". 
Le résultat fut la New South Wales Constitution Act of 1855 (la Loi constitutionnelle de la Nouvelle-Galles du Sud de 1855), défendue au Parlement du Royaume-Uni par le vétéran radical Lord John Russell, partisan d'une constitution équilibrée où des élus démocrates viendraient contrebalancer les représentants des grands propriétaires, un peu comme dans le système parlementaire du Royaume-Uni de l'époque. La loi créa un parlement bicaméral en Nouvelle-Galles du Sud, avec une chambre basse, l'Assemblée législative de Nouvelle-Galles du Sud, composée de 54 membres élus par des hommes adultes qui devaient satisfaire à quelques conditions très modérées (tout propriétaire d'un bien d'une valeur d'une centaine de livres, ou toute personne gagnant une centaine de livres par an, ou ayant un permis de propriété, ou payant dix livres par an de loyer, avait le droit de vote). L’Assemblée était fortement déséquilibrée en faveur des zones rurales. La  chambre haute, le Conseil législatif, était composé d'au moins 21 membres (mais sans limite supérieure) nommés à vie par le gouverneur, et les membres du Conseil devaient répondre à de plus grandes exigences de fortune. 
Cette constitution semblait de prime abord être un formidable obstacle à la démocratie, mais en pratique, il n'en fut rien, parce que la Constitution prévoyait que la loi pourrait être modifiée par simple majorité des deux Chambres. En 1858, les restrictions de vote pour élire l'Assemblée furent abolies et le vote à bulletin secret mis en place. Comme avait été admis le principe que le gouverneur devait toujours agir sur les conseils des ministres, un premier ministre dont les projets de loi étaient rejetés par le Conseil législatif, demandait simplement au gouverneur de nommer plus de membres à la Chambre Haute jusqu'à ce que l'opposition soit mise en minorité et généralement la menace de nouvelles nominations était suffisante pour faire céder les conseillers. Le gouvernement de Charles Cowper marqua la victoire du libéralisme colonial, bien que les libéraux de Nouvelle-Galles du Sud n'aient jamais été aussi radicaux que ceux du Victoria ou d'Australie-Méridionale. La grande bataille des libéraux, récupérer des terres occupées par les squatters, a été plus ou moins gagnée par John Robertson, cinq fois premier ministre pendant les années 1860, qui fit adopter les  Robertson Land Acts pour faire éclater les biens des squatters.
À partir de 1860, le gouvernement de Nouvelle-Galles du Sud est devenu de plus en plus stable et assuré. Les craintes de conflit civil se sont évanouis au fur et à mesure que la population augmentait par suite de la ruées vers l'or. Cette population pouvait être accueillie sur les nouvelles terres agricoles disponibles et dans les villes en pleine croissance. Les dernières troupes britanniques ont quitté la colonie en 1870 et la loi et l'ordre ont été maintenues par la police et une milice locale faite de volontaires, qui avait peu à faire en dehors de la capture de quelques bandits de grands chemins (bushrangers). La seule question qui a vraiment excité les passions politiques au cours de cette période a été l'éducation, qui a été la source d'âpres conflits entre catholiques, protestants et laïcs. Ils avaient tous des points de vue différents sur la façon dont les écoles devaient être gérées, financées et supervisées. Cela a été une préoccupation majeure pour Henry Parkes, l'homme politique dominant de la période (il fut premier ministre cinq fois entre 1872 et 1889). En 1866, Parkes, en tant que ministre de l’Éducation, trouva un compromis par une loi sur les écoles qui plaçait toutes les écoles religieuses sous le contrôle des pouvoirs publics en échange de subventions de l'État. Mais, en 1880, les laïcs l'emportèrent lorsque Parkes retira toutes les aides de l'État aux écoles religieuses et que l'État créa un système double d'écoles: libres et laïques. 
La Nouvelle-Galles du Sud et le Victoria continuèrent à se développer le long de chemins divergents. Parkes et son successeur en tant que chef de file des libéraux de Nouvelle-Galles du Sud, George Reid, étaient des libéraux gladstoniens, partisans du libre-échange, qu'ils considéraient comme bénéfique tant sur le plan économique que pour l'unité de l'Empire britannique. Ils considéraient que le protectionnisme prôné par le Victoria était économiquement stupide et relevait d'un esprit de clocher et de trop de circonspection. C'est cette hostilité entre les deux plus grandes colonies, symbolisé par les postes de douanes le long du fleuve Murray qui a empêché des tentatives d'unir les colonies australiennes, même après l'avènement du chemin de fer et du télégraphe qui faisait que les voyages et les communications entre les colonies était beaucoup plus facile dans les années 1870. Tant que le Victoria fut plus grand et plus riche que la Nouvelle-Galles du Sud, la colonie mère (comme elle aimait à s'appeler elle-même) ne fut jamais d'accord pour renoncer à ses principes de libre-échange en échange d'un gouvernement national ou fédéral qui serait dominé par les Victoriens. 
Au cours de cette période les forces armées de Nouvelle-Galles du Sud ont participé aux conflits du Soudan, de Nouvelle-Zélande et d'Afrique du Sud. Le dernier d'entre eux, la seconde guerre des Boers, a eu lieu au cours de l'année 1899 et des deux premières années 1900. Les différentes colonies australiennes ont combattu dans des unités distinctes et le fait qu'elles furent incapables de fournir une force armée puissante et unie fut un des catalyseurs de la création de la fédération.

## Vers un État fédéral

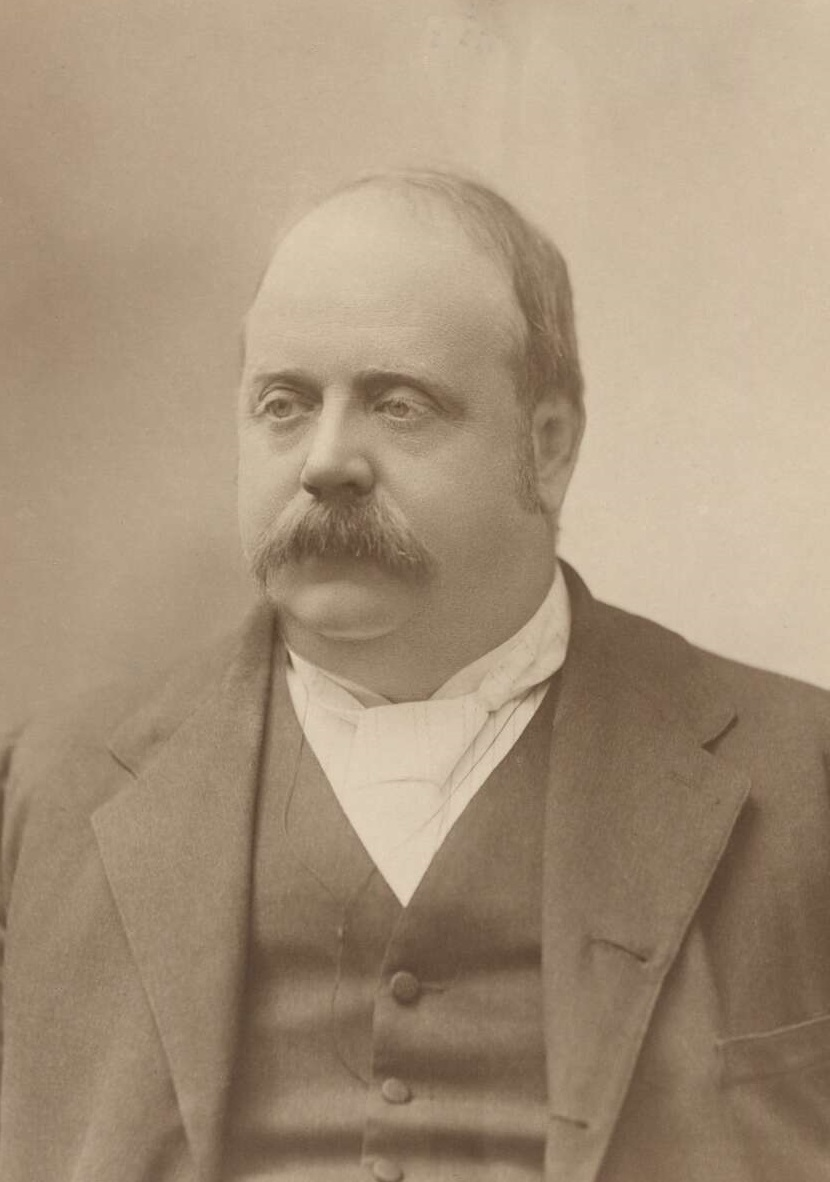
George Reid

Durant les années 1890, plusieurs facteurs avaient commencé à changer cette situation de chacun pour soi. Le grand boom économique du Victoria des années 1880 fut suivi par une longue dépression qui permit à la Nouvelle-Galles du Sud de récupérer la supériorité économique et démographique  qu'elle avait perdu dans les années 1850. Il y eut une augmentation régulière du sentiment d'un besoin de création d'un empire fédéral avec les britanniques dans les années 1880-1890, faisant de la création d'un dominion fédéral australien un projet primordial. L'arrivée de nouvelles puissances coloniales comme la France et l'Allemagne dans le sud-ouest du Pacifique a fait de la création d'une zone de défense forte et unie une question urgente, qui est devenue plus urgente encore avec la montée expansionniste du Japon. Enfin, la question de l'immigration chinoise et d'autres pays non-européens a joué aussi dans le choix fédéral des colonies, avec des partisans d'une politique de l'Australie blanche faisant valoir la nécessité d'une politique nationale en matière d'immigration. 
En conséquence, le mouvement fédéral fut lancé par Parkes avec son discours de Tenterfield le 24 octobre 1889 (discours qui lui valut le titre de « père de la Fédération ») et repris, après sa mort, par un autre politicien de Nouvelle-Galles du Sud, Edmund Barton. Les avis sur le sujet étaient assez partagés en Nouvelle-Galles du Sud pendant les années 1890. Les régions frontalières du nord et du sud, qui étaient les plus incommodées par les frontières coloniales et le système de droits de douane intercolonial, étaient fortement en faveur de cette création tandis que de nombreux membres de la communauté commerciale de Sydney se montraient sceptiques, craignant que le Parlement national se voit imposé des droits de douanes fédéraux (ce qui s'est effectivement passé). La première tentative de fédération en 1891 a échoué, principalement en raison de la crise économique du début des années 1990. Ce sont les fédéralistes des régions frontalières qui ont relancé le mouvement fédéral à la fin des années 1890, conduisant à la Convention constitutionnelle de 1897-1998 qui a adopté un projet de Constitution australienne.
Lorsque le projet fut soumis à référendum en Nouvelle-Galles du Sud en 1899, Reid, (premier ministre libre-échangiste de 1894 à 1899), adopta une position équivoque qui lui valut le surnom de « Oui-Non Reid » (« Yes-No Reid »). Le projet fut rejeté, principalement parce que les électeurs de Nouvelle-Galles du Sud pensaient que le Sénat, qui allait être dominé par les petits États, avait trop de pouvoir. Reid fut en mesure de négocier avec les autres Premiers ministres des modifications du projet de manière qu'il convienne mieux aux intérêts de la Nouvelle-Galles du Sud et le projet fut ensuite approuvé. Le 1er janvier 1901, la Nouvelle-Galles du Sud cessa d'être une colonie autonome et devint un État du Commonwealth d'Australie. Bien que le nouveau gouverneur-général et le Premier Ministre aient prêté serment à Sydney, Melbourne devint le siège temporaire du gouvernement jusqu'à ce que le siège permanent du gouvernement soit mis en place. Ce devait être en Nouvelle-Galles du Sud, mais au moins à 100 miles (160 km) de Sydney. Le premier Premier ministre (Barton), le premier chef de l'opposition (Reid) et le premier dirigeant travailliste (Chris Watson) ont tous été originaires de Nouvelle-Galles du Sud.

## De la création de la fédération à la Seconde Guerre mondiale
Au moment de la création de la fédération, l'économie de la Nouvelle-Galles du Sud était encore fortement basée sur l'agriculture, en particulier la production de laine en pleine croissance, bien que l'exploitation minière - charbon de la vallée Hunter et argent, plomb et zinc de Broken Hill - ait eu également de l'importance. La création d'un État fédéral fut suivie par l'imposition de tarifs de douanes protecteurs comme les partisans du libre-échange l'avaient craint et cela stimula l'industrie nationale. Les agriculteurs, toutefois, souffrirent de l'augmentation des coûts des produits industriels ainsi que de la sécheresse prolongée qui a frappé l'État au début du siècle. L'industrie et l'agriculture connurent un nouvel essor par suite de l'augmentation de la demande pendant la Première Guerre mondiale. Dans les années 1920, la Nouvelle-Galles du Sud a dépassé le Victoria en tant que premier État australien de l'industrie lourde, avec  notamment l'ouverture de l'aciérie de Newcastle par la Broken Hill Proprietary (BHP) en 1915, et une autre aciérie à Port Kembla en 1928. 
La croissance de l'industrie manufacturière et minière a apporté avec elle le développement d'une classe ouvrière industrielle. Les syndicats ont été créés en Nouvelle-Galles du Sud dès les années 1850, mais ce sont les grandes luttes syndicales des années 1890 qui les ont conduits à entrer en politique. Le plus important d'entre eux fut l'Australian Workers' Union (UTA), formé de la fusion de plusieurs autres syndicats par William Spence et autres en 1894. La défaite des grandes grèves des tondeurs de moutons et des ouvriers des chantiers navals dans les années 1890, conduisit l'UTA à rejeter l'action directe et à prendre l'initiative de la formation du Parti travailliste. Le parti connut son premier grand succès en 1891, quand il remporta 35 sièges à l'Assemblée législative, surtout dans la campagne et les zones minières. Ce premier groupe parlementaire travailliste, dirigé par Joseph Cook, soutint le gouvernement libre-échangiste de Reid mais le groupe éclata lors du vote en faveur du libre-échange par rapport à une politique protectionniste et également sur la "promesse" que devaient faire les parlementaires travaillistes de prendre toujours part au vote, conformément aux décisions de la majorité. Après la création d'un État fédéral, le parti travailliste, dirigé par James McGowen, reprit du poil de la bête et remporta sa première majorité à l'Assemblée  nationale en 1910, lorsque McGowen devint le premier premier ministre travailliste de l'État.
Mais le parti connut une longue période d'opposition en Nouvelle-Galles du Sud comme dans le reste du pays au cours de la Première Guerre mondiale, lorsque le premier ministre, William Holman, soutint le Premier ministre travailliste fédéral Billy Hughes dans sa volonté, minoritaire dans son parti, de faire approuver la conscription par référendum. La Nouvelle-Galles du Sud rejeta comme le reste du pays le projet de loi et, en 1916, Hughes, Holman, Watson, McGowen, Spence et de nombreux autres fondateurs du parti en furent exclus et créèrent le Parti travailliste national dirigé par Hughes et Holman. Le parti travailliste fédéral ne se remit pas de cette division pendant de nombreuses années, mais celui de Nouvelle-Galles du Sud était de retour au pouvoir en 1920, mais ce gouvernement n'a duré que 18 mois, et de nouveau à partir de 1925 sous la direction de Jack Lang. 
Dans les années qui ont suivi la Première Guerre mondiale, ce fut au tour des agriculteurs plutôt qu'aux ouvriers de manifester leur mécontentement en Nouvelle-Galles du Sud. Les prix élevés dont ils avaient bénéficié pendant la guerre avaient fondu avec la reprise du commerce international, et les agriculteurs étaient devenus de plus en plus mécontents avec les prix imposés par les autorités mis en place en temps de guerre comme une mesure de protection par le gouvernement Hughes. En 1919, les agriculteurs formèrent un nouveau parti politique: le Country party du pays, dirigé au niveau fédéral par Earle Page, un médecin de Grafton, et au niveau de l'État par Michael Bruxner, un petit agriculteur de Tenterfield. Le nouveau parti monnaya son soutien aux différents gouvernements non travaillistes, principalement pour obtenir des subventions et autres avantages pour les agriculteurs, ainsi que des investissements en travaux publics dans les zones rurales. 
La Grande Dépression qui commença en 1929 a inauguré une période sans précédent de conflits politiques et  syndicaux en Nouvelle-Galles du Sud. Le chômage de masse et l'effondrement des prix des produits de base provoqua à la fois la ruine des ouvriers et des agriculteurs. Le bénéficiaire du mécontentement qui en résulta ne fut pas le Parti communiste australien, qui resta petit et faible, mais le parti travailliste populiste de Jack Lang. Le deuxième gouvernement de Lang fut élu en novembre 1930 et mena une politique qui refusa que la Nouvelle-Galles du Sud continue de rembourser ses dettes obligataires aux Britanniques et que l'argent soit employé pour aider les chômeurs en finançant des travaux publics. Cette politique fut dénoncée comme illégale par les conservateurs, et aussi par le gouvernement fédéral travailliste James Scullin. Le résultat fut que les partisans de Lang au parlement fédéral firent tomber le gouvernement travailliste de Scullin, provoquant une deuxième division amère au sein du parti travailliste. En mai 1932, le gouverneur, Sir Philip Game, convaincu que Lang avait agi illégalement, démit son gouvernement et le parti travailliste passa le reste des années 1930 dans l'opposition. 
Lors du déclenchement de la Seconde Guerre mondiale en 1939, les différences entre la Nouvelle-Galles du Sud et les autres États qui avaient émergé au XIXe siècle avaient disparu à la suite de la création de la Fédération et du développement économique grâce au mur de la protection tarifaire. La Nouvelle-Galles du Sud continua de devancer le Victoria comme principal centre industriel mais aussi financier et commercial. Le radicalisme de la période Lang se calma lorsque la période de dépression s'arrêta et sa mise à l'écart de la direction du parti travailliste en 1939, marqua le début de la mise en minorité (toujours valable aujourd'hui) de l'aile gauche du parti Travailliste de Nouvelle-Galles du Sud. La tendance modérée du parti, conduite par William McKell arriva au pouvoir en 1941 et y resta pendant 24 ans. La Seconde Guerre mondiale a vu apparaître une autre période de développement industriel pour répondre aux besoins d'une économie de guerre ainsi que la disparition du chômage. Quand Ben Chifley, un cheminot de Bathurst, devint Premier ministre en 1945, la Nouvelle-Galles du Sud assuma la charge qu'elle estimait sienne de par sa position d'État leader. La tentative d'évasion des prisonniers japonais de Cowra en 1944 fut la seule bataille en  Nouvelle-Galles du Sud de toute la guerre.

## Les années d'après-guerre
Les années d'après-guerre, cependant, verront réapparaître les conflits sociaux, avec notamment la grève des mineurs de charbon en 1949, grèves largement fomentées par le Parti communiste et qui contribuèrent à la mise à mal de l'économie du pays. Cela contribua, au niveau fédéral, à la défaite du gouvernement Chifley aux élections de 1949 et au début de la longue période de pouvoir de Robert Menzies, un libéral du Victoria. Les années d'après-guerre ont également vu apparaître une immigration massive vers l'Australie, immigration commencée par le ministre de l'Immigration de Chifley, Arthur Calwell, et poursuivie par les libéraux, immigration encouragée par la peur de l'Australie de se trouver en position de faiblesse lors d'une nouvelle guerre. Sydney, jusque-là presque entièrement britannique et irlandaise (à l'exception d'une petite communauté chinoise), est devenue de plus en plus une ville multi-culturelle, avec de nombreux immigrants en provenance d'Italie, Grèce, Malte, d'Europe de l'Est (y compris de nombreux juifs) et, plus tard, du Liban et du Vietnam, immigrants dont le pays d'origine est sans cesse en évolution. 
Le parti travailliste resta au pouvoir en Nouvelle-Galles du Sud jusqu'en 1965, devenant de plus en plus conservateur et (selon ses détracteurs) paresseux et même corrompu. En 1965, un chef libéral dynamique, Robert Askin, fit finalement tomber le gouvernement travailliste et resta en fonctions pendant dix ans. Au cours de ces années, Sydney a commencé sa transformation en une ville mondiale et un pôle des arts, avec la construction de l'opéra de Sydney comme le grand symbole de la période. Le reste de l'État, cependant, a commencé un déclin progressif, démographiquement et économiquement. L’Australie a perdu certains de ses marchés d'exportation en Grande-Bretagne pour ses produits primaires et en Nouvelle-Galles du Sud la production de fer, d'acier et la construction navale sont devenues de moins en moins compétitives face à la concurrence du Japon et d'autres nouveaux pays émergents. À Sydney, pendant ce temps, la population et la richesse continuaient à progresser régulièrement. Une conséquence de cette situation fut l'apparition d'un mouvement sécessionniste dans la région de la Nouvelle-Angleterre, au nord de Nouvelle-Galles du Sud, qui, pendant une certaine période, regarda si elle pourrait réussir à former un nouvel État, mais qui abandonna cette hypothèse à la fin des années 1960. 
Depuis les années 1970, la Nouvelle-Galles du Sud est de plus en plus l'objet d'une rapide transformation économique et sociale. Les vieilles industries comme l'acier et de la construction navale ont pratiquement disparu, et même si l'agriculture demeure une part importante de l'économie de l'État, cette part est plus faible que jamais. De nouvelles industries telles que les technologies de l'information, l'éducation, les services financiers et les arts, largement centrés sur Sydney, ont augmenté leur place. Les exportations de charbon vers la Chine ont une part de plus en plus importante dans l'économie de l'État. Le tourisme est également devenu extrêmement important, avec Sydney comme principal centre mais également la côte nord, entre Sydney et Byron Bay. Quand l'avion a remplacé le bateau, la plupart des nouveaux immigrants sont arrivés à Sydney par air plutôt que par bateau et, maintenant, Sydney se taille la part du lion dans les nouveaux arrivants, principalement d'Asie, d'Amérique latine et du Moyen-Orient.
Ces dernières années, Sydney a également vécu une importante libéralisation sociale, avec l'énorme développement de l'industrie du divertissement et des jeux de hasard. Il y a eu une forte baisse de la pratique religieuse, malgré les efforts acharnés des deux Archevêques de Sydney, George Pell (catholique) et Peter Jensen (anglican), mais les chrétiens évangéliques se sont développés dans la banlieue nord ouest. Une autre tendance est l'émergence d'une grande communauté musulmane. Sydney a acquis une réputation  de ville laïque et hédoniste, avec le Sydney Gay and Lesbian Mardi Gras (Mardi Gras Gay et Lesbien de Sydney) devenu célèbre. 
La domination croissante de Sydney sur la vie australienne a été marquée par le fait que, pendant 15 ans, elle a fourni à l'Australie son Premier ministre (d'abord Paul Keating puis entre 1996 et 2007, John Howard mais depuis 2007, le premier ministre, Kevin Rudd est originaire du Queensland), et par l'attribution des Jeux olympiques de 2000. Malgré la domination politique de Howard sur l'Australie pendant de nombreuses années, le parti travailliste a conservé son emprise sur la Nouvelle-Galles du Sud, avec Neville Wran et Barrie Unsworth comme premiers ministres de 1976 à 1988 puis de nouveau depuis 1995 avec Bob Carr, Morris Iemma et Nathan Rees. Deux récents premiers ministres n'étaient pas d'origine britannique: Nick Greiner (premier ministre libéral de 1988 à 1992), qui est d'ascendance hongroise, et Morris Iemma, dont les parents sont italiens. L'actuel gouverneur de Nouvelle-Galles du Sud, Marie Bashir, est d'origine libanaise. 
La plupart des commentateurs prédisent que Sydney et les zones de la côte nord de la Nouvelle-Galles du Sud vont continuer à croître dans les prochaines décennies, bien que Bob Carr et d'autres ont fait valoir que Sydney (qui en 2006 avait plus de 4 millions d'habitants) ne peut pas continuer de grandir sans menacer gravement l'équilibre de son environnement et de ses infrastructures. Les zones côtières du sud et la région autour de Canberra devraient également continuer de croître, bien que moins rapidement que Sydney. Le reste de l'État devrait, lui, continuer à se dépeupler par suite de la disparition des industries traditionnelles. Déjà, de nombreuses petites villes dans l'ouest de la Nouvelle-Galles du Sud ont perdu leurs services publics et leurs entreprises qui n'étaient plus viables, entraînant la population à se rassembler dans les principaux centres régionaux comme Dubbo et Wagga Wagga. Cette tendance sera encore plus prononcée si le réchauffement de la planète rend l'intérieur des terres plus aride qu'il ne l'est déjà.